# Рудня (Сморгонский район)
Ру́дня (бел. Ру́дня) — деревня в Сморгонском районе Гродненской области Белоруссии. Входит в состав Вишневского сельсовета, до 2016 года входила в состав Войстомского сельсовета.
Расположена в восточной части района на реках Вилия и Поддубянка. Расстояние до районного центра Сморгонь по автодороге — около 15,5 км, до центра сельсовета агрогородка Войстом по прямой — чуть менее 15 км. Ближайшие населённые пункты — Окушковщина, Ордея, Студенец. Площадь занимаемой территории составляет 0,1153 км², протяжённость границ 4040 м.

## Название
Название говорит о том, что в прошлом здесь было небольшое производство по добыче железной руды или выплавке из неё железа.

## История
Деревня отмечена на карте Шуберта (середина XIX века) как застенок Рудни в составе Беницкой волости Ошмянского уезда Виленской губернии. В 1864 году Рудня насчитывала 23 ревизских души, 3 двора и 21 жителя католического вероисповедания. Входила в состав имения Залесье Огинских.
После Советско-польской войны, завершившейся Рижским договором, в 1921 году Западная Белоруссия отошла к Польской Республике и деревня была включена в состав новообразованной сельской гмины Войстом Свенцянского повета Виленского воеводства. 1 января 1926 года гмина Войстом была переведена в состав Вилейского повета.
В 1938 году Рудня насчитывала 11 дымов (дворов) и 76 душ.
В 1939 году, согласно секретному протоколу, заключённому между СССР и Германией, Западная Белоруссия оказалась в сфере интересов советского государства и её территорию заняли войска Красной армии. Деревня вошла в состав новообразованного Сморгонского района Вилейской области БССР. После реорганизации административного-территориального деления БССР деревня была включена в состав новой Молодечненской области в 1944 году. В 1960 году, ввиду новой организации административно-территориального деления и упразднения Молодечненской области, Рудня вошла в состав Гродненской области.

## Население
| 1864 | 1938 | 1999 | 2009 |
| ---- | ---- | ---- | ---- |
| 21   | 76   | 18   | 14   |

## Транспорт
Северо-восточнее деревни проходит автомобильная дорога местного значения Н6137 Шостаки — Мицкевичи — Студенец.